# Ondata di caldo del gennaio 2007
L'ondata di caldo del mese di gennaio 2007 costituisce uno dei più rilevanti episodi di anomalia del clima positiva nella climatologia.
Tale fenomeno ha interessato l'intero emisfero nord della Terra. In particolare si sono registrate temperature superiori alla media del periodo in Siberia, Canada, Nord dell'Asia ed Europa.
Da quando si iniziarono a prendere le misure nel 1763 non si era mai registrato, in Italia, un gennaio così caldo.

## Origine
L'ondata di caldo del mese di gennaio del 2007 è strettamente correlata alla tempesta Kyrill, la violenta depressione transitata sull'Europa centrale fra il 15 e il 19 gennaio 2007.
La depressione ha provocato numerosi episodi di vento da ricaduta (Föhn) da ovest.
A causa della massa d'aria molto calda a 850 hpa (1500 metri circa) e delle temperature elevate del suolo francese (intorno ai 15 °C), che costituivano l'area da cui risaliva l'aria nel versante sopravento, il Föhn è risultato caldissimo, portando le temperature sul suolo piemontese a valori pressoché estivi, intorno ai 20 gradi sopra la media del periodo. 
Nel cuneese si sono verificate punte di anomalia positiva intorno ai 26 gradi.

## Valori
In molteplici località del Piemonte, venerdì 19 gennaio 2007 sono stati stracciati tutti i precedenti record termici positivi.
La città di Torino ha registrato una temperatura massima di 27 °C, che corrisponde in pratica ad un valore massimo normale di agosto.
Ovunque si sono superati i 20 °C sotto gli 800 m di quota.
In alcune località prossime allo spartiacque alpino si sono superati i 20 °C anche oltre i 1000 m di quota. Al Colle di Tenda (1232 m s.l.m.) si sono superati i 23 °C.
La temperatura più alta registrata è stata toccata in località Brossasco (CN), con 29,4 °C, un valore superiore alla media delle massime di luglio. Rilevante notare che la media delle massime di gennaio in tale località è prossima ai 3 °C.
Interessanti anche le escursioni termiche diurne, che sovente hanno superato i 20 °C quando non sfiorato i 30 °C, atteggiandosi come località a spiccata continentalità tipiche di aree desertiche sconosciute in Europa.
Ecco alcuni valori registrati presso le stazioni meteorologiche più coinvolte dalla singolare ondata di calore.
| Brossasco (CN)                        | 580 m s.l.m.  | 29,4 °C                     |
| Demonte (CN)                          | 785 m s.l.m.  | 24,4 °C                     |
| San Damiano Macra (CN)                | 1095 m s.l.m. | 24,8 °C                     |
| Limone Pancani (Limone Piemonte) (CN) | 1875 m s.l.m. | 15,9 °C                     |
| Valdieri (CN)                         | 1390 m s.l.m. | 19,4 °C                     |
| Luserna San Giovanni (TO)             | 475 m s.l.m.  | 24,7 °C                     |
| Villanova Solaro (CN)                 | 267 m s.l.m.  | 27,4 °C (minima di -0,5 °C) |
| Cuneo                                 | 575 m s.l.m.  | 27,5 °C (minima di 0,9 °C)  |
| Costigliole Saluzzo (CN)              | 440 m s.l.m.  | 26,1 °C (minima di -0,4 °C) |
| Marene (CN)                           | 310 m s.l.m.  | 24,7 °C (minima di 0,0 °C)  |
| Alba (CN)                             | 172 m s.l.m.  | 25,2 °C                     |
| Boves (CN)                            | 575 m s.l.m.  | 26,1 °C                     |
| Briga Alta (CN)                       | 1310 m s.l.m. | 22,3 °C                     |
| Chiusa di Pesio (CN)                  | 935 m s.l.m.  | 22,8 °C                     |
| Monte Malanotte (CN)                  | 1735 m s.l.m. | 19,4 °C                     |
| Mondovì (CN)                          | 422 m s.l.m.  | 26,9 °C (minima di -0,8 °C) |
| Ormea (CN)                            | 840 m s.l.m.  | 25,0 °C                     |
| Perlo (CN)                            | 700 m s.l.m.  | 22,8 °C                     |
| Somano (CN)                           | 640 m s.l.m.  | 24,0 °C                     |
| Avigliana (TO)                        | 340 m s.l.m.  | 25,9 °C                     |
| Carmagnola (TO)                       | 240 m s.l.m.  | 27,3 °C                     |
| Cumiana (TO)                          | 327 m s.l.m.  | 27,3 °C                     |
| Pinerolo (TO)                         | 340 m s.l.m.  | 26,6 °C                     |
| Pino Torinese (TO)                    | 619 m s.l.m.  | 23,1 °C                     |
| Poirino (TO)                          | 237 m s.l.m.  | 25,0 °C                     |
| Pralormo (TO)                         | 295 m s.l.m.  | 25,4 °C                     |
| Santena (TO)                          | 238 m s.l.m.  | 24,4 °C                     |
| Borgofranco d'Ivrea (TO)              | 337 m s.l.m.  | 25,6 °C                     |
| Torino Giardini Reali (TO)            | 239 m s.l.m.  | 27,0 °C                     |
| Chivasso (TO)                         | 183 m s.l.m.  | 27,6 °C                     |
| Piverone (TO)                         | 237 m s.l.m.  | 26,7 °C                     |
| Biella                                | 405 m s.l.m.  | 22,0 °C                     |
| Oropa (BI)                            | 1186 m s.l.m. | 20,8 °C                     |
| Tortona (AL)                          | 146 m s.l.m.  | 22,9 °C                     |
| Sant'Antonino di Susa (TO)            | 390 m s.l.m.  | 27,0 °C                     |
| Villanova Canavese (TO)               | 376 m s.l.m.  | 26,5 °C                     |

Nel resto d'Italia, le correnti occidentali sono state di intensità variabile, maggiore nel nord ed in prossimità dei fondovalle di levante, più esposti ai venti di ricaduta da ovest.
Così Bolzano ha toccato 21,8 °C, Milano-Linate 20,3 °C, Malpensa 23,1 °C, Piacenza 23,8 °C, Parma 23,5 °C, Bologna-Borgo Panigale 19,6 °C, Ancona-Falconara Marittima 22,8 °C, Bari e Lecce con 23,2 °C e 21,2 °C il giorno 20, infine a Capo San Lorenzo nel comune di Villaputzu (Sardegna) 25,2 °C il giorno 21.

## Effetti nel resto del mondo
A Parigi si sono registrate temperature molto miti per il periodo, arrivando a giungere a 14 °C, mentre nel sud della Francia si sono toccati i 19 °C.
A Londra e a Mosca il termometro ha toccato i 12,5 °C.
A New York è avvenuta la fioritura di un ciliegio a causa dell'anomala ondata di caldo.